# Santa Cruz Amilpas
Santa Cruz Amilpas là một đô thị thuộc bang Oaxaca, México. Năm 2005, dân số của đô thị này là 8804 người.